# Marbodo di Rennes
Marbodo (in latino Marbodus Redoniensis; Angers, 1035 – Angers, 11 settembre 1123) è stato un vescovo, monaco cristiano e poeta francese, arcidiacono e caposcuola della cattedrale di Angers e vescovo di Rennes. Fu, inoltre, un agiografo e poeta, noto per l’opera De lapidibus.

## Biografia
Marbodo di Rennes nacque ad Angers intorno al 1035, figlio di un pellicciaio o venditore di cuoio. Secondo le ricostruzioni di alcuni studiosi, molti membri della sua famiglia erano parte dell’entourage del conte Folco di Chateau-Landon, detto il Rissoso. Compì i propri studi nella scuola cattedrale di Angers sotto Rainaldo, allievo di Fulberto di Chartres. In seguito, nella stessa scuola insegnò retorica per qualche anno, avendo fra i suoi studenti anche Balderico di Bourgueil, il quale lo definì “poeta divino”. Alla fine degli anni ’60 dell’XI secolo fu posto capo del sistema educativo della città e nel 1076 fu nominato arcidiacono della diocesi di Angers dal vescovo Eusebio Bruno. Legati a questo periodo sono il manuale di retorica De Ornamentis Verborum e numerosi altri lavori, tra cui il Lapidario, grazie a cui ebbe grandissima fama nel medioevo, numerose opere agiografiche, epistole e carmina. Nel 1096 viene nominato vescovo di Rennes da papa Urbano II, probabilmente anche per motivi politici, succedendo a Sylvestre de la Guerche, la cui famiglia tenne il vescovato per un secolo. Dopo la nomina a vescovo, anche il suo atteggiamento cambiò, divenendo molto più austero. Questa trasformazione è ben visibile in un’altra sua opera importante, il Liber decem capitulorum. Continuò inoltre la sua produzione epistolografica e agiografica. Fu molto attivo nella politica del suo tempo, presenziando nel 1104 al concilio di Tours e divenendo per un breve periodo nel 1109 amministratore della diocesi di Angers, mentre il vescovo Rainaldo di Martigne era in viaggio a Roma. Inoltre, durante il suo vescovato, Marbodo tentò di introdurre alcune riforme: cercò di riottenere i possessi ecclesiastici che erano stati persi dai predecessori e di trasferire le chiese possedute dai laici sotto il controllo di ecclesiastici. Dalle sue lettere sappiamo che si impegnò anche sul piano dottrinale e sociale, criticando molto i costumi e gli eccessi dei suoi contemporanei. Ricordiamo una lettera in cui si scagliò contro Roberto d’Arbrissel, predicatore itinerante suo contemporaneo, il cui comportamento -egli e i suoi seguaci erano conosciuti come i “Poveri di Cristo”, spesso criticati per il fatto che vivevano fra le donne, secondo il cosiddetto sineisactismo- fu giudicato da Marbodo scandaloso. Nondimeno il suo atteggiamento si mantenne sempre tollerante. Talvolta Marbodo rivestì i panni del consigliere spirituale, come nella lettera alla monaca Agenoride, in cui la incitava a perseverare nella vita secondo virtù. Morì, ormai cieco, nell’abbazia benedettina di Saint-Aubin, nei pressi di Angers, l’11 settembre 1123

## Attività letteraria
Marbodo fu autore di altissimo livello ed estremamente versatile per temi, stili e generi letterari. Scrisse in versi, caratterizzati dall’uso frequente dell’artificioso verso leonino, di effetti retorici e della rima, e in prosa. Il suo stile di versificazione fu lodato da Sigebert di Gembloux. Egli è ricordato, insieme ad autori del calibro di Balderico di Bourgueil e Ildeberto di Lavardin, come parte della “Cerchia di Angers” o “Scuola della Loira”, gruppo di prelati che poetano in lingua latina e che ben rispecchiano quella nuova valorizzazione dei classici che iniziò alla fine dell’alto medioevo e si sviluppò per tutto il basso medioevo. Infatti, la sua produzione letteraria, come quella degli altri membri caratterizzata da un livello linguistico e stilistico elevato, attinge a piene mani dalle auctoritates classiche (si citerà qui l’influsso che hanno per Marbodo nel Liber Decem Capitulorum gli scritti ciceroniani e senecani, ma anche le numerose immagini tratte da autori latini, Ovidio prima di tutti). I critici sono concordi nel ritenere che la produzione in versi di Marbodo in un primo momento circolasse in raccolte ad uso degli studenti.

## Opere

### Liber lapidum
Il Liber lapidum (o De gemmis o De lapidibus) è un trattato in esametri di fine XI secolo sotto forma di elenco di sessanta pietre dure o preziose (Lapidarium, per l’appunto, genere di enorme successo nel medioevo) ciascuna accompagnata dalla descrizione, dalla virtus e dal potere attribuitole secondo la tradizione. Per esempio, tra le varie pietre viene indicato che lo zaffiro protegge dalle frodi e dalla paura, il topazio dalle tempeste marine, l’ametista dall’ebbrezza, il corallo da fulmini, venti e temporali, ancora la luce del rubino non può essere spenta nemmeno dalle tenebre. La provenienza di queste pietre preziose viene fatta risalire sempre al mondo orientale, seguendo l'idea favolosa, ma diffusa nel medioevo, di un Oriente delle meraviglie e luogo in cui aveva sede il paradiso terrestre.
Gli studiosi sono concordi nel ritenere che la fonte principale seguita da Marbodo sia stata la traduzione latina del Damigerone dell’arabo Evax, opera derivata dalla letteratura greca sull’argomento (probabilmente un perduto De lapidibus di Aristotele), ma il lavoro dell’autore si serve in primo luogo anche delle Etymologiae di Isidoro, e secondariamente dei Collectanea rerum memorabilium di Solino e della Historia naturalis di Plinio.
L’opera ebbe un enorme successo nel medioevo, come testimoniano gli oltre cinquanta manoscritti a noi pervenuti scritti tra XII e XV secolo, tanto da divenire il testo di riferimento sull’argomento insieme al De lapidibus di Ildegarda di Bingen. Il trattato circolò poi anche fuori dalla Francia venendo tradotto in numerose lingue. Sullo stesso argomento l’autore scrisse altri tre testi, due in prosa ed uno in versi, probabilmente nel periodo precedente la nomina episcopale.

### De ornamentis verborum
Il De ornamentis verborum è un trattato di poetica e retorica che Marbodo compose durante il periodo in cui era magister presso la scuola cattedrale di Angers, ad uso degli studenti. L’opera, che l’autore stesso definisce libellus per la sua struttura sintetica, si articola in 30 brevi capitoli in cui sono esposti i principi dell’arte retorica e poetica, articolati con struttura fissa di definizione ed esempio esplicativo introdotto da un’espressione formulare. Così, ad esempio, vengono definite figure retoriche di posizione (l’epifora, l’anafora…) e di contenuto (la reticenza, il climax…). Tra gli altri elementi analizzati è presente anche l’utilizzo della sententiae. Le fonti principali sono gli autori classici di trattati di retorica (Quintiliano, Cicerone e la Rhetorica ad Herennium, a torto attribuita a quest'ultimo, e altri autori latini), talvolta ripresi in modo puntuale nella definizione. Negli esempi, invece, l’autore si distacca maggiormente dalle sue fonti, andando a tornire il verso e intarsiandolo di reminiscenze classiche, attingendo alle opere di Virgilio, Orazio e Ovidio, ma anche facendo numerosi riferimenti ai protagonisti della vicenda di Troia. L’opera si conclude con un breve epilogo in cui Marbodo precisa di avere operato una prima scelta di figure per favorirne un apprendimento graduale e di averle presentate singolarmente con chiarezza e concisione per renderne agevole e piacevole la trattazione, promettendo di completarne l’esposizione, cosa che poi non farà. Infine, l’autore suggerisce a chi vuole acquisire fama scrivendo di prendere a modello la natura e di aderire a un’arte che rispecchi la realtà delle cose.

### Liber decem capitulorum
Il Liber decem capitulorum è una raccolta di dieci componimenti in esametri, scritti dopo il 1096, di impostazione moraleggiante, in cui l’autore esprime il proprio punto di vista su argomenti molto vari. Nell’ordine, Marbodo prende posizione sul modo corretto di scrivere, capitolo nel quale si distanzia dalla sua produzione giovanile e soprattutto, non esplicitandolo, dalle poesie di argomento erotico, volgendosi a ben altri criteri etico-estetici (utilità del contenuto e semplicità della forma, ottenuta attraverso il rifiuto della rima e l’uso moderato delle figure retoriche); sul tempo, in cui vengono fatti un esame delle età dell’uomo e una riflessione sulla vanità delle cose terrene; sulla meretrice, mulier mala, donna perfida e causa di tutti i mali, contrapposta alla nobile matrona, la mulier bona, del capitolo successivo; sulla vecchiaia, in cui sono enumerati i mali (acciacchi e dolori) e i beni di questa età (la virtù della prudentia e la coltivazione della quiete dell’animo) e numerosi sono gli echi dal De Senectute ciceroniano; sull’influsso dell’oroscopo nel fato, in cui confuta questa tesi; sul piacere, in cui si critica la visione epicurea che giudicava questo elemento come fonte della felicità; sulla vera amicizia, in cui si afferma la necessità di questo sentimento (capitolo influenzato profondamente dal De Amicitia di Cicerone); sul beneficio della morte e infine sulla resurrezione. I valori che qui Marbodo celebra sono principalmente quelli derivati al mondo cristiano dalla tradizione classica, che per il loro valore universale non entravano in contrasto con la dottrina cattolica, ma anzi permettevano di giudicare i classici anche come modelli di vita, in linea con la riscoperta di essi a cavallo tra alto e basso medioevo, e non solo come modelli stilistici.
Il volume è dedicato ad Ildeberto de Lavardin e il titolo tradizionale di questa opera non compare nella tradizione manoscritta, ma si trova per la prima volta nell’editio princeps realizzata da Yves Mayeuc, vescovo di Rennes, qui pubblicata nel 1524. È sicuro che i vari componimenti, i cui titoli cambiano in base alla fonte, hanno circolato separatamente prima di essere riuniti in un corpus.

### Produzione in versi
Marbodo, inoltre, è ricordato per una copiosa produzione di versi, raccolti oggi nei Carmina varia e in altre sillogi epistolari (di queste ne esistono alcune anche in prosa che ci danno informazioni sui principali avvenimenti sociali e culturali dell’epoca). In queste raccolte trova spazio l’abilità poetica di un autore che scrisse per tutta la sua vita rime di contenuto estremamente vario: alla fase giovanile sono attribuite liriche amorose, da opere di stampo più generico in cui si elogia la bellezza della figura femminile (In speciosam puellam) fino a epistole in versi dedicate a giovani monache di monasteri francesi, nelle quali trovano luogo i turbamenti, le paure dell’animo dell’autore e anche le pene amorose che lo affliggevano. Sono questi componimenti quelli rifiutati nel suo più maturo Liber Decem Capitulorum. Si trovano poi elogi alla bellezza e alla figure di donne più importanti: la protettrice di Marbodo Ermengarda d’Angiò, elogiata per aver rinunciato ai suoi doveri pubblici e aver scelto la propria strada attraverso la monacazione, o ancora Matilde e Adele di Blois, rispettivamente moglie e sorella di re Enrico I d’Inghilterra. Rimaneva comunque un fatto assolutamente nuovo che un clerico si interessasse e scrivesse del tema amoroso e questo argomento trovò una prima espressione proprio nella poesia della scuola della Loira.
Vi sono poi lavori in cui emergono raffinati quadri paesaggistici che affondano le loro radici nelle descrizioni classiche, accanto a testi celebranti l’amicizia (Ad amicum hospitem) e le relazioni tra persone dello stesso sesso, in alcuni carmina accettati con entusiasmo (Ad amicum absentem), in altri criticati aspramente (Dissuasio concubitus in uno tantum sexu).
Non manca una produzione di stampo religioso, da preghiere ed inni di alto livello stilistico a componimenti di carattere edificante (De fraude a lupo opilioni facta), moraleggiante (Dissuasio navigationis ob lucrum) e filosofico (Proverbia Catonis philosophi).
Non vanno dimenticati epigrammi ed epitafi (quello di Carlo Magno, per esempio).

### Produzione agiografica
Fu, infine, prolifico autore di opere agiografiche in versi (Passio metrica sancti Laurentii diaconi; Passio metrica sancti Mauritii et sociorum eius; Passio rhythmica sanctorum Felicis et Adaucti; Vita metrica sancti Maurilii Andegavensis episcopi; Vita metrica sanctae Thaidis; Historia Teophili) e in prosa (Vita sancti Gualterii Stirpensis abbatis; Vita sancti Licinii Andegavensis episcopi; Vita Magnobodi Andegavensis episcopi; Vita sancti Roberti Casae Dei abbatis; Sermo in vitam sancti Florentii). Quasi tutta l’agiografia di Marbodo è, però, circolata in modo anonimo e questo ha portato a numerosi problemi di attribuzione, a cui ha fatto fronte Antonella degl'Innocenti nella sua opera L’opera agiografica di Marbodo di Rennes. La studiosa, oltre ad attribuire la paternità dei testi agiografici incerti a Marbodo, suggerisce che egli abbia scritto le proprie opere in una fase giovanile (questo per l’uso dell’esametro leonino) e sostiene che esse siano basate su versioni e fonti precedenti riscritte e ampliate arbitrariamente con discorsi diretti e allusioni classiche. È proprio questo aspetto a far sembrare le opere agiografiche del vescovo più esercizi scolastici che lavori di fervente devozione.

### Biografia
- Marbodius in The Catholic Encyclopedia.
- Marbode de Rennes in Archives de littérature du moyen àge.
- Jacques Dalarun, Marbode de Rennes, Dictionnaire du Moyen Âge, Paris, 2002, pp. 876–877.
- Ernault, Léon, Marbode, évêque de Rennes. Sa vie et ses œuvres (1035-1123), Rennes, 1890.
- Antoine Rivet de La Grange, Marbode, évêque de Rennes, Histoire littéraire de la France, Paris, Palmé, t. 10, 1868, p. 343-392.

### Opere

#### Prime edizioni
- J.-P. Migne, Marbodus Redonensis, Patrologiae cursus completus. Series Latina, Paris, 1854, t. 171.
- In collectione prima operum Marbodi […], Rennes, 1524.

#### Liber lapidum
- Cfr Valérie Gontero-Lauze, Les Pierres du Moyen Age. Anthologie des lapidaires médiévaux Paris, Les Belles Lettres 2016.
- Eleutheria Avgoloupi, Simbologia delle gemme imperiali bizantine nella tradizione simbolica mediterranea delle pietre preziose (secoli I-XV d.C.) Spoleto, CISAM, 2013.
- Valérie Gontero-Lauze, Sagesses minérales. Médecine et magie des pierres précieuses au Moyen Age, Paris, 2010.
- Isabelle Draelants, Encyclopédies et lapidaires médiévaux. La durable autorité d'Isidore de Séville et de ses «Etymologies», in La réception d'Isidore de Séville durant le Moyen Age tardif (XIIe-XVe s.), Jacques Elfassi - Bernard Ribémont, Paris, 2008, pp. 38–92.
- Clara Fossati, Alla ricerca delle pietre preziose in Itineraria, 7, 2008, pp. 53–61.
- B. Basile, Lapidari. La magia delle pietre preziose. Testo latino a fronte. Carocci 2006.
- Marbodo de Rennes, Lapidario = Liber lapidum. Edición, traducción y commentario por Maria Ester Herrera, Paris, Les Belles Lettres, 2005.
- Maria Ester Herrera, La historia del texto del Liber lapidum de Marbodo de Rennes a través de los manuscritos provenientes de las bibliotecas francesas del siglo XII, in Du copiste au collectionneur: mélanges d'histoire des textes et des bibliothèques en l'honneur d'André Vernet, Donatella Nebbiai-Dalla Guarda et Jean-François Genest, Turnhout, Brepols, Bibliologia, 18, 1998, pp. 153–168.
- María Ester Herrera Las traducciones del «Liber lapidum» de Marbodo de Rennes, in Homenaje a Humberto Baquero. Vida y obra, Sahagún, 2005, pp 47–57.
- Rober Halleux, Damigéron, Evax et Marbode. L'héritage alexandrin dans les lapidaires médiévaux, in Studi medievali, 15, 1, 1974, pp. 327–347.
- Les lapidaires français du Moyen Âge des XIIe, XIIIe et XIVe siècles, réunis, classés et publiés accompagnés de préfaces, de tables et d'un glossaire par Léopold Pannier, avec une notice préliminaire par Gaston Paris, Paris, 1882.

#### De ornamentis verborum
- Rosario Leotta, Carmelo Crimi, De Ornamentis verborum. Liber decem capitulorum. Retorica, mitologia e moralità di un vescovo poeta (secc. XI-XII), Firenze, Edizioni del Galluzzo, 1998.
- Rosario Leotta, Il «De ornamentis verborum» di Marbodo di Rennes, in «Studi medievali», pp. 103–127, 1988.

#### Liber decem capitulorum
- Francesco Santi, Marbodo di Rennes e lo sguardo sulle donne nel «Liber decem capitulorum», in Natura, scienze e società medievali, Claudio Leonardi, Firenze, Edizioni del Galluzzo, 2008, pp. 245–70.
- Rosario Leotta, Carmelo Crimi, De Ornamentis verborum. Liber decem capitulorum. Retorica, mitologia e moralità di un vescovo poeta (secc. XI-XII), Firenze, Edizioni del Galluzzo, 1998.
- Marbodi Liber decem capitulorum. Introduzione, testo critico e commento a cura di Rosario Leotta, Roma, Herder, 1984.

#### Produzione in versi
- Manuela Sanson, Lettere amorose e galanti, Carocci, 2005.
- Tison Pugh, Personae, Same-Sex Desire, and Salvation in the Poetry of Marbod of Rennes, Baudri of Bourgueil, and Hildebert of Lavardin, Comitatus, 31, 2000, pp. 57–84.
- Bulst, Walther, «Liebesbriefgedichte Marbods», Liber floridus: Mittellateinische Studien Paul Lehmann, zum 65 Geburtstaag am 13. Juli 1949, éd. Bernhard Bischoff et Suso Brechter, St. Ottilien, 1950, p. 287–301.
- Clemens Blume, Analecta Hymnica Medii Aevi, vol 50, 1907, pp 388–403.

#### Produzione agiografica
- Daniela Mariani, Variazioni letterarie di un modello agiografico: dalla «Vita s. Thaidis» (BHL 8012) al poemetto «Thaïs», in Hagiographica, 21, 2014, pp. 29–52.
- Daniel Nuss, Die hagiographischen Werke Hildeberts von Lavardin, Baudris von Bourgueil und Marbods von Rennes. Heiligkeit im Zeichen der Kirchenreform und der Réécriture, Stuttgart, Steiner, 2013.
- Cristina Andenna, Roberto di Turlande: tra nuove forme di vita religiosa e monachesimo tradizionale, in Archivi e reti monastiche tra Alvernia e Basilicata: il priorato di Santa Maria di Juso e la Chaise-Dieu. Atti del Convegno internazionale di studi, Francesco Panarelli, 2007, pp. 37–57;
- Stefano Pittaluga, Marbodo e Teofilo, in Latin Culture in the Eleventh Century. Proceedings of the Third International Conference on Medieval Latin Studies. Cambridge, 1998, Michael W. Herren, Christopher James McDonough, Ross G. Arthur, 2002, pp. 302–16.
- Antonella Degl'Innocenti, Marbodo di Rennes, Vita beati Roberti, Firenze, Giunti, 1995.
- Antonella Degl’Innocenti, L’opera agiografica di Marbodo di Rennes, Spoleto, Centro italiano di studi sull’Alto Medioevo, 1990.